# Leonforte

Ubicació de Leonforte dins de la província

Leonforte (sicilià Liunforti) és un municipi italià, dins de la província d'Enna. L'any 2007 tenia 14.007 habitants. Limita amb els municipis d'Assoro, Calascibetta, Enna, Nicosia i Nissoria.

## Administració
| Període | Identitat        | Partit         |
| ------- | ---------------- | -------------- |
| 2008-   | Giuseppe Bonanno | Centreesquerra |